# Adeloneivaia acuta
Adeloneivaia acuta este o specie de molie din familia Saturniidae. Este întâlnită din Venezuela până în Paraguay și sud-estul Braziliei (fără zona Amazoniană).